# Milíčův dům

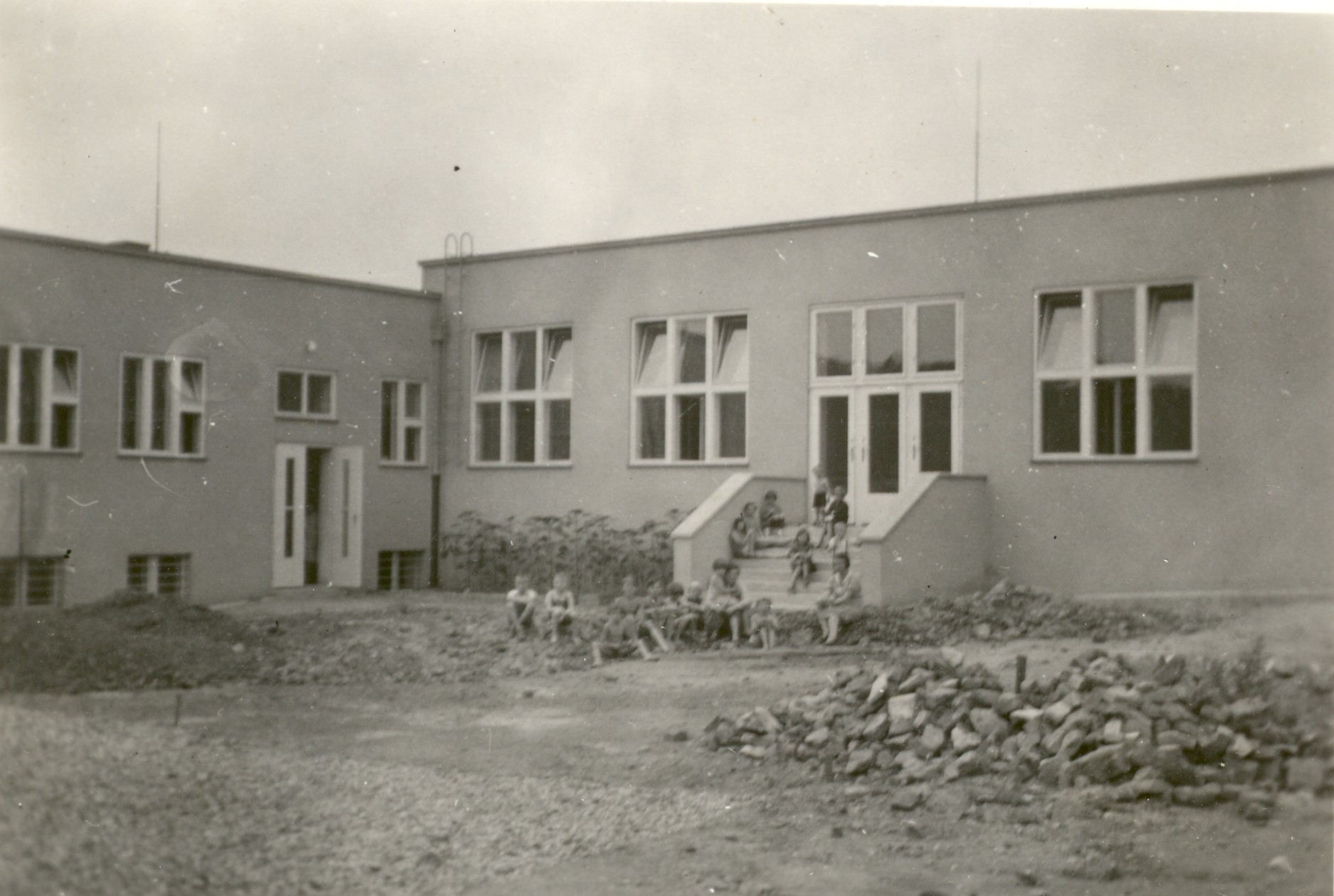
Milíčův dům v roce 1933

Milíčův dům, zařízení pro mimoškolní výchovu dětí, byl otevřen na pražském Žižkově na Štědrý den roku 1933. Jeho stavbu zorganizoval kazatel a sociální pracovník Přemysl Pitter. Dům byl pojmenován po reformním kazateli Janu Milíči z Kroměříže.

## Historie

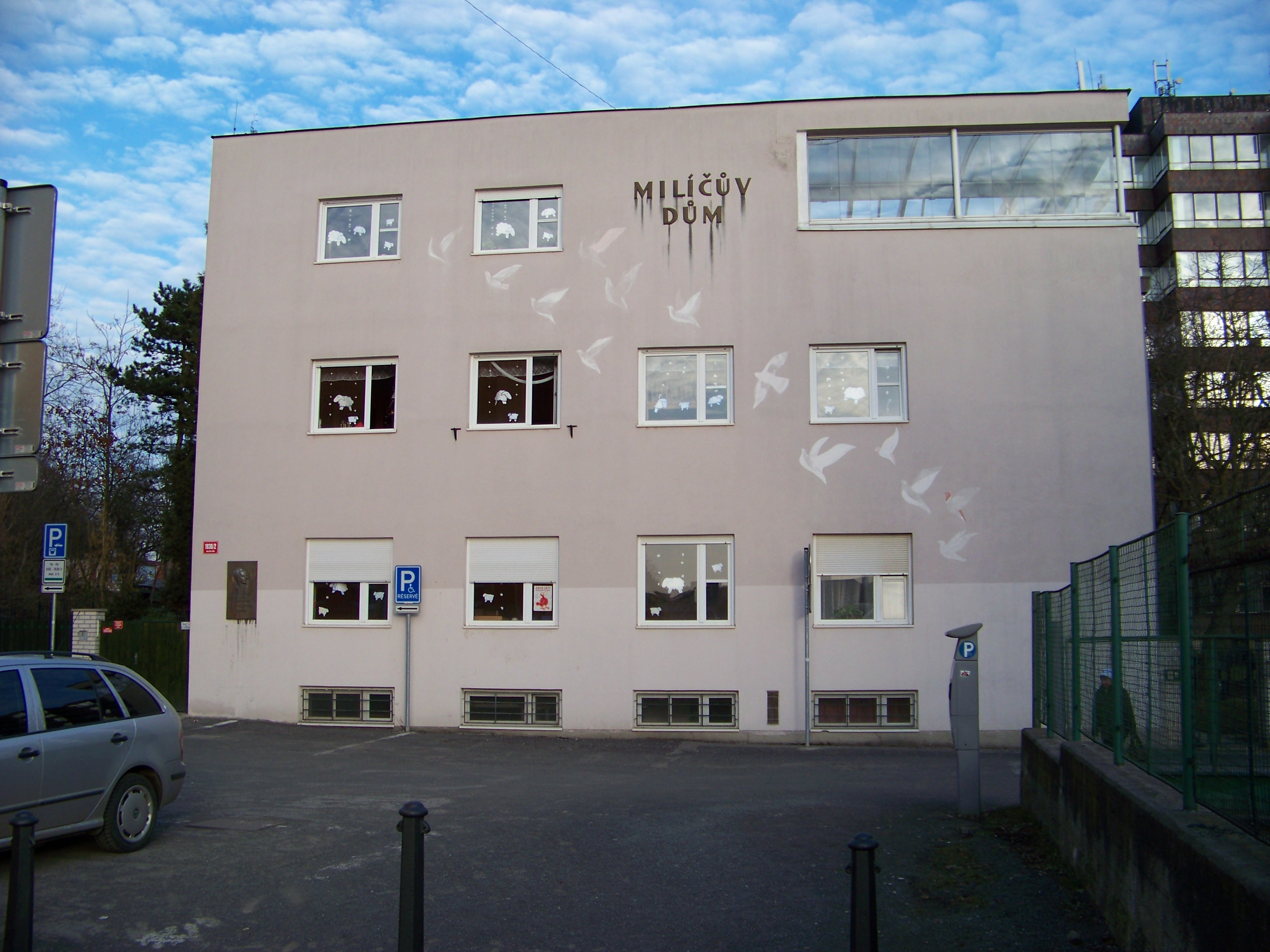
Mateřská škola Milíčův dům

Stavbu Milíčova domu vymyslel a zorganizoval laický kazatel, sociální pracovník, publicista a humanista Přemysl Pitter. Po 1. světové válce pracoval jako člen sboru důvěrníků Péče o mládež na Žižkově, kde se seznámil se špatnými životními podmínkami zdejších rodin. Chtěl se zaměřit na preventivní práci s dětmi a od počátku 20. let 20. století organizoval besídky pro děti z ulice. Konaly se v zahradním pavilonu hospody Na výšince, ale bylo zapotřebí najít jiné vhodné prostory, proto vznikla myšlenka na postavení Milíčova domu.
Přemysl Pitter založil Stavební družstvo Milíčův dům, shromažďoval finanční prostředky od drobných dárců a přispěvatelů a zakoupil pozemek. Na stavbu byla vypsána architektonická soutěž, ve které zvítězil projekt arch. Ervína Katony ze Žižkova. Realizace se ujal vinohradský stavitel Karel Skorkovský, který stavbu provedl ve dvou etapách (v roce 1933 byla otevřena přízemní budova, v roce 1936 bylo dostavěno druhé patro) a financoval ji ze svých zdrojů. Stavební družstvo pak Milíčův dům splácelo.
Milíčův dům byl vybaven účelně pro práci s dětmi, byly zde k dispozici dílny, klubovna, čítárna, tělocvičný sál, hudební síň a zahrada s hřištěm i záhony. Děti zde pod dohledem vychovatelů dělaly školní úkoly, navštěvovaly zájmové kroužky, pracovaly v dílně i na zahradě, sportovaly. Kromě výchovné péče bylo o děti postaráno i po stránce tělesné – pravidelně se koupaly, byly pod lékařským dohledem a dostávaly svačiny, doplněné v sezóně o své vlastní zahradnické výpěstky. Veškerá strava byla vegetariánská. Podle možností byly mezi nejpotřebnější rodiny rozdávány potraviny a šatstvo.
Pedagogičtí pracovníci – Olga Fierzová, Ferdinand Krch, Margit Becková, Líza Sattlerová, manželé Rottovi, Magda Pilbauerová, Ida Tyčová a další – vedli děti k samostatnosti a praktičnosti, odpovědnosti a morálním hodnotám. O výchovné činnosti byli rodiče informováni na rodičovských schůzkách, které vždy doprovázel i kulturní program. Vychovatelé práci vykonávali dobrovolně a zdarma. Město Praha platilo do podzimu 1938 jen učitelku ručních prací. Později sem byla přidělena učitelka mateřských škol a během války vypomáhaly absolventky vychovatelské školy.
V roce 1938 se podařilo vybudovat celoroční ozdravovnu v Mýtě u Rokycan, kde pak pobývaly děti z Milíčova domu dlouhodobě a navštěvovaly i místní školu. V období letních prázdnin se v Mýtě pořádaly prázdninové osady pro děti.
Činnost Milíčova domu byla založena na dobrovolné spolupráci a vždy měla velmi blízko k solidaritě. V roce 1934 sem docházely děti německých emigrantů, kteří museli uprchnout z nacistického Německa. V době německé okupace se Milíčův dům stal střediskem tajné podpory pronásledovaných židovských rodin.
Provoz Milíčova domu jako útulku byl po roce 1948 narušován a v prosinci 1949 byl násilně ukončen. Budova byla nadále využívána od roku 1953 jako celotýdenní družina pro mládež. Od roku 1976 zde sídlí mateřská škola, která v roce 2001 převzala čestný název Mateřská škola Milíčův dům.
Dnešní koncepce školy vychází z myšlenek Přemysla Pittra, snaží se naplňovat jeho zásady tolerance, otevřenosti a osobního příkladu. Klade důraz i na aktivní spolupráci s rodiči a na jejich výsadní postavení a vliv na výchovu dítěte. Ve škole jsou integrovány děti se speciálními vzdělávacími potřebami.
V druhém patře Milíčova domu zůstala zachována místnost, kde žil a pracoval Přemysl Pitter. Byla zpřístupněna veřejnosti a je možno si ji prohlédnout po předchozím telefonickém objednání. Je zde umístěn stůl a předměty Přemysla Pittra a dobové fotografie.